# Dental Apical Inflammation Score
Der Dental Apical Inflamation Score (DAIS) ist ein semiquantitativer histopathologischer Score, der die entzündliche Infiltration apikaler Läsionen klassifiziert. Diese werden in 4 Typen eingeteilt, die sich in ihrem histopathologischen entzündlichen Infiltrat-Muster unterschieden. Des Weiteren geht der Score auf bakterielle Infektion, Beteiligung des Knochens, Epithelialisierung und Fremdmaterialdepositionen ein.

## Indikation
Radikuläre Läsionen, die infolge einer apikalen Parodontitis entstehen, werden zur Routinediagnostik histopathologisch analysiert. Das vom Zahnarzt entnommene Gewebe wird zur Diagnosesicherung durch den Pathologen begutachtet. Es erfolgt die Bestätigung oder Ausschluss einer Radikulären-Zyste, Keratozyste und der generelle Malignitäts-Ausschuss. Des Weiteren erfolgt die Beurteilung der entzündlichen Aktivität.

## Anwendung
Für die Bewertung verwendet der Pathologe Standardgewebeschnitte, die mit HE gefärbt werden, und ein Lichtmikroskop. Die „Akute Entzündung“ ist definiert durch segmentkernige neutrophile Granulozyten. Die „chronische Entzündung“ ist durch eine mononukleäre Zellpopulation gekennzeichnet, die aus Lymphozyten, Makrophagen, Histiozyten und Plasmazellen besteht.
Es sind 4 Kombinationen von entzündlich infiltrierten Geweben definiert, die durch Infiltrat-Qualität und Infiltrat-Quantität charakterisiert sind.
- DAIS 1 (Akute Entzündung=niedrig, Chronische Entzündung=niedrig)
- DAIS 2 (Akute Entzündung=niedrig, Chronische Entzündung=hoch)
- DAIS 3 (Akute Entzündung=hoch, Chronische Entzündung=niedrig)
- DAIS 4 (Akute Entzündung=hoch, Chronische Entzündung=hoch)

## Auswertung
Die 4 DAIS Typen unterscheiden sich signifikant bezüglich Inzidenz, Osteitis, bakterieller Infektion und Zystenepithel. Zur Evaluation von Knochenfragmenten, welche im Gewebe eingebettet waren, wurde der Histopathological Osteomyelitis Evaluation Score(HOES) verwendet. Der Nachweis von Bakterien erfolgte mikroskopisch in HE-Färbung, modifizierten Giemsa-Färbung, Gram-Färbung and Grocott-Färbung.
|               | DAIS 1 (Akute Entzündung=niedrig, Chronische Entzündung=niedrig) | DAIS 2 (Akute Entzündung=niedrig, Chronische Entzündung=hoch) | DAIS 3 (Akute Entzündung=hoch, Chronische Entzündung=niedrig) | DAIS 4 (Akute Entzündung=hoch, Chronische Entzündung=hoch) |
| Inzidenz      | 38,6 %                                                           | 37,6 %                                                        | 21,9 %                                                        | 1,9 %                                                      |
| Osteitis      | 16,1 %                                                           | 29,8 %                                                        | 77,8 %                                                        | 100%                                                       |
| Bakterien     | 30%                                                              | 25%                                                           | 55%                                                           | 100%                                                       |
| Zystenepithel | 27,2 %                                                           | 15,2 %                                                        | 8,7 %                                                         | 50%                                                        |

## Aussage
Die wichtigste Information für die Zahnärztinnen und die Zahnärzte besteht in der Aussage, wie hoch die entzündliche Aktivität ist.
DAIS 3 und 4 weisen auf eine hohe entzündliche Floridität als Ausdruck einer möglicherweise lokalen bakteriellen Infektion hin. Mit einer hohen Wahrscheinlichkeit ist auch eine bakterielle Infektion des anliegenden Knochen vorhanden. Um die Wundheilung und Knochenregeneration zu fördern, könnte in diesen Fällen eine antibiotische Therapie hilfreich sein. Da residuale Infektionen von Extrahierten Zähnen ein Faktor für Periimplantitis ist, wird diesen Regionen ein erhöhtes Risiko zugewiesen.
Bei DAIS 1 und 2 besteht hingegen nur eine geringe entzündliche Floridität als Ausdruck einer möglicherweise abgelaufenen bakteriellen Infektion und somit ein niedriges Infektionsrisiko bzw. niedrige Infektions-Wahrscheinlichkeit.

## Bakterieller Nachweis und Fremdmaterialien
1: Nachweis von polarisationsoptisch partiell-doppelbrechenden Fremdmaterialien, speziell Nachweis von SEALER-Materialien im periapikalen Gewebe einer radikulären Zyste. Färbung: HE, polarisationsoptischer Analyse, Originalvergrößerung etwa 440-fach.
2: Nachweis von grampositiven Bakterien (in Form von Kokken, kokkoiden-Bakterien und mehrheitlich stäbchenförmige Bakterien) als ein ausgedehntes Bakterienaggregat im periapikalen Gewebe einer radikulären Zyste. Färbung: Gram, Originalvergrößerung etwa 440-fach.
3: Nachweis von einzelnen überwiegend isoliert gelegenen grampositiven Bakterien (Kokken) im periapikalen Gewebe hier Granulationsgewebe in der Umgebung einer radikulären Zyste. Färbung: Gram, Originalvergrößerung etwa 440-fach.
4: Nachweis von Aktinomyces in der Grocott-Färbung im periapikalen Gewebe einer radikulären Zyste. Färbung: Grocott, Originalvergrößerung etwa 440-fach.